# Coupe d'Algérie de basket-ball 2012-2013
Navigation
Coupe d'Algérie 2011-2012 Coupe d'Algérie 2013-2014
La Coupe d'Algérie 2012-2013 est la 42e édition de la Coupe d'Algérie de basket-ball, compétition à élimination directe mettant aux prises des clubs de basket-ball amateurs et professionnels affiliés à la fédération algérienne de basket-ball.
Le tenant du titre est l'GS Pétroliers, vainqueur durant la saison précédente face au CSM Constantine.

## Résultats

### Seizièmes de finale
| Date           | Équipe à domicile      | Équipe à l'extérieur   | Score  | Lieu |
| -------------- | ---------------------- | ---------------------- | ------ | ---- |
| 1 février 2013 | AU Annaba              | Sidi-bel-Abbès         | 0-20   |      |
| 1 février 2013 | CRB Dar Beida          | CSC Gué de Constantine | 86-45  |      |
| 1 février 2013 | MS Cherchell           | CSMB OUARGLA           | 0-20   |      |
| 1 février 2013 | ASPTT Oran             | MC Saida               | 69-65  |      |
| 1 février 2013 | OSBordj Bou Arreridj   | CRB Temouchent         | 20-0   |      |
| 1 février 2013 | IR Bougara             | USM Alger              | 43-76  |      |
| 1 février 2013 | COBB Oren              | W Ghriss               | 99-40  |      |
| 2 février 2013 | NB Staoueli            | NA Hussein Dey         | 66-54  |      |
| 2 février 2013 | CSM Constantine        | WA Boufarik            | 60-50  |      |
| 2 février 2013 | IRB Bordj Bou Arreridj | ASM Blida              | 55-72  |      |
| 2 février 2013 | USM Sétif              | Olympique Batna        | 86-87  |      |
| 2 février 2013 | USM Blida              | CRM Birkhadem          | 88-71  |      |
| 2 février 2013 | OMS Miliana            | US Constantine         | 68-56  |      |
| 2 février 2013 | THB Msila              | OC Birmouradrais       | 64-56  |      |
| 2 février 2013 | ASS Oum Bouaghi        | AB Skikda              | 62-104 |      |

### Huitièmes de finale
| # | Date         | Club 1                | Résultat | Club 2          | Lieu |
| - | ------------ | --------------------- | -------- | --------------- | ---- |
| 1 | 22 mars 2013 | GS Pétroliers         | 20-0     | ASM Blida       |      |
| 2 | 22 mars 2013 | CRB Dar Beida         | 84-78    | USM Blida       |      |
| 3 | 22 mars 2013 | ASPTT Oran            | 0-20     | Olympique Batna |      |
| 4 | 22 mars 2013 | AB Skikda             | 56-61    | CSM Constantine |      |
| 5 | 22 mars 2013 | OS Bordj Bou Arreridj | 75-57    | THB M'sila      |      |
| 6 | 23 mars 2013 | CSMB Ouargla          | 75-58    | COBB Oren       |      |
| 7 | 23 mars 2013 | OMS Miliana           | 91-67    | USM Alger       |      |
| 8 | 23 mars 2013 | NB Staoueli           | 61-56    | Sidi-bel-Abbès  |      |

### Quarts de finale
Le tirage au sort des quarts de finale de la Coupe d'Algérie de basket-ball seniors/messieurs se déroulera le 26 mars, à 14h, au siège de la (FABB), à Dély Ibrahim (Alger).
| Date       | Équipe à domicile    | Équipe à l'extérieur | Score | Lieu |
| ---------- | -------------------- | -------------------- | ----- | ---- |
| 7 mai 2013 | NB Staoueli          | GS Pétroliers        | 57-75 |      |
| 7 mai 2013 | CRB Dar Beida        | CSMB OUARGLA         | 78-47 |      |
| 7 mai 2013 | OSBordj Bou Arreridj | OMS Miliana          | 61-66 |      |
| 7 mai 2013 | CSM Constantine      | O Batna              | 77-67 |      |

### Demi-finales
| Date        | Équipe à domicile | Équipe à l'extérieur | Score | Lieu                |
| ----------- | ----------------- | -------------------- | ----- | ------------------- |
| 11 mai 2013 | CSM Constantine   | OMS Miliana          | 83-70 | Salle Harcha Hassan |
| 11 mai 2013 | GS Pétroliers     | CRB Dar Beida        | 83-76 | Salle Harcha Hassan |

#### finale Coupe d'Algérie
(1) GS Pétroliers vs. CSM Constantine (2)
| 13 mai 2013 16h00 UTC+1 | Rapport | GS Pétroliers 73, CSM Constantine 49             | GS Pétroliers 73, CSM Constantine 49 | GS Pétroliers 73, CSM Constantine 49 |  | Salle Harcha Hassan,Alger | Algérie 3 |
| 13 mai 2013 16h00 UTC+1 | Rapport | Score par quart-temps : 19-14, 9-8, 24-10, 21-17 |                                      |                                      |  | Salle Harcha Hassan,Alger | Algérie 3 |
| 13 mai 2013 16h00 UTC+1 | Rapport | Score par mi-temps : 28-22, 45-27                |                                      |                                      |  | Salle Harcha Hassan,Alger | Algérie 3 |